# No. 200 Squadron RAF
No. 200 Squadron war eine Einheit der Royal Air Force.

## Geschichte

### Erster Weltkrieg
Das No. 200 Squadron wurde am 1. Juli 1917 in East Retford aufgestellt. Es diente zur Ausbildung von Nachtbomber-Piloten, die für den Einsatz in Frankreich vorgesehen waren. Am 13. Juni 1919 wurde die Einheit aufgelöst.

### Zweiter Weltkrieg
Am 25. Mai 1941 wurde ein Teil des No 206 Squadrons in Bircham Newton abgeteilt und erhielt die Bezeichnung No. 200 Squadron. Die neue Einheit wurde mit sieben Lockheed Hudson am 12. Juni 1941 in Richtung der westafrikanischen britischen Kolonie Gambia in Marsch gesetzt. Bei einem Zwischenstopp in Gibraltar übernahmen vier davon Sicherungsaufgaben bei der Überführung von Hawker Hurricanes, die mit Hilfe der Flugzeugträger Ark Royal und Victorious nach Malta überführt wurden. Die ersten fünf Hudsons trafen am 18. Juni 1941 in Jeshwang bei Bathurst ein. Dort wurden sie zur U-Boot-Jagd eingesetzt, bei denen sie unter anderem das deutsche U-Boot U-468 durch Wasserbomben versenkt hatten. Später wurden sie nach Yundum, einem neu eingerichteten Flugfeld verlegt.
Im Juli 1943 erhielt die Einheit Liberators. Am 11. August verlegte die Einheit nach Indien. Ab April 1945 übernahm sie für einige Wochen die Unterstützung von Guerillagruppen in Burma durch Abwurf von Versorgungsgütern. Am 15. Mai 1945 wurde sie in No. 8 Squadron umbenannt.